# Zerstörergeschwader 144
La Zerstörergeschwader 144 (ZG 144) (144e escadron de chasseur lourd) est une unité de chasseur-bombardier de la Luftwaffe pendant la Seconde Guerre mondiale. 

## Opérations
Le ZG 144 n'a été que partiellement constitué, sans Geschwaderstab (état-major d'escadron) avec seulement le premier gruppe.
Le ZG 144 met en œuvre des avions Messerschmitt Bf 109D.

## Organisation

### I. Gruppe
Formé le 1er janvier 1938 à Gablingen à partir du I./JG 144 avec :
- Stab I./ZG 144 à partir du Stab I./JG 144
- 1./ZG 144 à partir du 1./JG 144
- 2./ZG 144 à partir du 2./JG 144
- 3./ZG 144 à partir du 3./JG 144

Le 1er janvier 1939, il est renommé II./ZG 76 avec :
- Stab I./ZG 144 devient Stab II./ZG 76
- 1./ZG 144 devient 4./ZG 76
- 2./ZG 144 devient 5./ZG 76
- 3./ZG 144 devient 6./ZG 76

Gruppenkommandeure (Commandant de groupe) :
| Début             | Fin              | Grade     | Nom                  |
| ----------------- | ---------------- | --------- | -------------------- |
| 1er novembre 1938 | 1er janvier 1939 | Hauptmann | Walter Schmidt-Coste |